# Explosion de l'usine Collombert
L'explosion de l'usine Collombert est un accident industriel survenu le 16 janvier 1920 à Aix-les-Bains, en Savoie.
Plusieurs dizaines de blessés et une huitaine de morts sont recensés.

## Description
La commune d'Aix-les-Bains, qui relance ses activités festives après la Première Guerre mondiale, possède sur son territoire une importante usine pyrotechnique fondée en 1826 non loin du centre-ville, l'usine Collombert. Elle permet de créer des feux d'artifice notamment pour les spectacles réguliers organisés au casino Grand-Cercle.
Le 16 janvier 1920, vers 7h45, alors que les ouvriers sont déjà présents, une série de deux explosions survient, détruisant un atelier de chargement des engins d'artifice ainsi qu'une poudrière. Un incendie s'étend alors à toute l'usine.
Les deux détonations, particulièrement violentes, sont ressenties à plusieurs dizaines de kilomètres à la ronde.
La présence d'obus militaires, restés stockés dans l'usine, auraient provoqué les explosions.

## Conséquences

### Humaines
Les sources font état de plusieurs dizaines de blessés (jusqu'à 80) et de 8 ou 10 morts,. La violence de la catastrophe est telle que des débris humains sont retrouvés jusqu'à cinq cents mètres à la ronde.

### Matérielles
Les dégâts matériels sont importants. Deux maisons situées à proximité s'effondrent, des vitres se brisent et des toitures sont criblées dans toute la ville (ou presque).
Le journal du Nouvelliste valaisan (20 janvier 1920) précise alors : « Les habitations voisines ont beaucoup souffert. En ville, la plus grande partie des vitrines des magasins ont été brisées, ainsi que les fenêtres. L'Hôpital municipal a beaucoup souffert et les malades ont dû être évacués à l'hospice de la reine Hortense. La violence de l'explosion a été telle qu'on l'a ressentie à plusieurs kilomètres à la ronde. Dans des villages distants de 4 kilomètres, toutes les vitres ont été brisées. Dans l'express de Paris [train], qui passait au moment de l'explosion, il n'y eut aucun voyageur blessé, mais toutes les vitres des wagons ont été brisées ».